# BAW Institut für regionale Wirtschaftsforschung
BAW Institut für regionale Wirtschaftsforschung war ein bremisches Forschungsinstitut der Regionalökonomie.

## Geschichte
Das Institut wurde 1946 unter dem Namen Bremer Ausschuss für Wirtschaftsforschung (BAW) aufgrund eines Beschlusses des Bremer Senats gegründet. Es gehörte – hervorgegangen aus einer Abteilung beim Wirtschaftssenator – in der Nachkriegszeit in Deutschland zur Gruppe der ersten Wirtschaftsforschungsinstitute, die eine Tätigkeit beginnen konnten. Der Ausschuss widmete sich regionaler und sektoraler Forschungsarbeit im Zusammenhang mit der weltwirtschaftlichen Entwicklung.
Zu den regelmäßigen Veröffentlichungen des Ausschusses zählten in seiner Eigenschaft als Herausgeber:
- Regionalwirtschaftliche Studien
- Bremer Zeitschrift für Wirtschaftspolitik – erschienen von 1978 bis 1998[2]
- Konjunkturspiegel und Wirtschaftsdaten

Seit 2005 wurde das Institut privatwirtschaftlich organisiert: Der Bremer Senat hält weiterhin – über die WFB (Wirtschaftsförderung Bremen) – 25 %, Die Sparkasse Bremen 39,8 %, die Sparkasse Bremerhaven 10,2 % und 25 % werden über die BAW-Beteiligungsgesellschaft von anderen Unternehmern aus Bremen gehalten.
Die BAW sieht sich als regionalwirtschaftliche Kompetenzzentrum im norddeutschen Raum, da seit 2004 das Volumen der staatlichen Aufträge des Senats nicht mehr ausreichten, das Institut alleine finanziell zu tragen. Bekannt wurde das Institut für seine positiven Gutachten über bremische Großprojekte, insbesondere Spacepark, Musiktheater und Rennbahn.
Bereits unter Frank Haller richtete sich das Institut regional aus und sah seinen Fokus im europäischen Standortwettbewerb, den sich Kommunen, Regionen und Unternehmen ausgesetzt sehen. Dabei sollte anwendungsorientierte Forschung in allen regionalwirtschaftlichen Fragen im Vordergrund stehen. Haller war BAW-Leiter von 1977 bis 1986. Er wurde dann Staatsrat und kehrte 1999 als Leiter zurück.
Im April 2010 wurde in der Öffentlichkeit bekannt, dass sich das Institut in finanzieller Schieflage befindet. Die Zahlungsfähigkeit konnte nur durch einen Überbrückungskredit in Höhe von 250.000 Euro aufrechterhalten werden, was zu einem kurzen Streit in der Rot-Grünen Koalitionsregierung geführt hatte; Heiner Heseler (SPD) – Staatsrat beim Senator für Wirtschaft und Häfen – war von den Grünen kritisiert worden.

„Es war richtig, dadurch haben wir Zeit gewonnen.“

„Das BAW ist ein privates Institut, das mit seinen Gutachten zu Großprojekten wie dem ‚Space Park‘ oft daneben gelegen hat. Jetzt erhält es erneut eine Bürgschaft, obwohl kein zukunftsfähiges Konzept vorliegt.“

Die vierzehn festen Mitarbeiter und beide Geschäftsführer erhielten vorsorglich betriebsbedingte Kündigungen zum 31. Dezember 2010. Vier Mitarbeiter haben ein Rückkehrrecht in den bremischen öffentlichen Dienst.
Das Institut wurde am 29. September 2010 aufgelöst. Laufende Forschungsprojekte werden von der Universität Bremen und der neu gegründeten Bremer Niederlassung des Hamburgischen Weltwirtschaftsinstituts (HWWI) fortgesetzt.

## Veröffentlichungen (Auswahl)
- Bremer Ausschuss für Wirtschaftsforschung: Reparationen, Sozialprodukt, Lebensstandard. Versuch einer Wirtschaftsbilanz. 4 Bände. Friedrich Trüjen Verlag, Bremen 1948.
- Hans Schuster: Wirtschaftliche Zusammenarbeit mit unterentwickelten Ländern. Bremer Ausschuss für Wirtschaftsforschung (Hrsg.). Vorwort Alfred Jacobs. Friedrich Trüjen Verlag, Bremen 1951.
- Bremer Ausschuss für Wirtschaftsforschung: West- und Ostafrika. Wirtschaftsgrundlagen und Entwicklungspläne. Verlag Deutscher Wirtschaftsdienst, Köln 1953.
- Gerhard Deissmann: Wirtschaftsdaten: Bundesrepublik Deutschland, Land Bremen, Berlin, Saargebiet, Sowjetische Besatzungszone, Deutsche Ostgebiete unter fremder Verwaltung. Bremer Ausschuss für Wirtschaftsforschung (Hrsg.). Verlag Union Druckerei, Bremen 1955.
- Günter Dannemann: Die Hafenabhängigkeit der bremischen Wirtschaft. (=Regionalwirtschaftliche Studien 2). Bremer Ausschuss für Wirtschaftsforschung (Hrsg.), Bremen 1978.